# Lenka Kny
Lenka Kny (* 10. prosince 1962 Děčín) je česká režisérka a producentka, která je známá především svými celovečerní filmy Stínu Neutečeš (2009), Přijde letos Ježíšek? (2013) a romantickým filmem Ženská na vrcholu (2019). 
Filmová režisérka se původně věnovala dokumentaristice, kterou krátce studovala na Filmové a televizní fakultě Akademie múzických umění v Praze. Před založením produkční společnosti BLUETIME (2003) natočila krátké filmy Falešné dvojče a Poslední host. Točila také videoklipy, reklamy a psala scénáře pro Českou televizi. Za jeden ze scénářů získala Cenu Filmové nadace innogy. V roce 2005 režírovala ve Studiu Dva divadelní hru Den jako stvořený pro lásku.
Se svými filmy se účastnila českých i zahraničních filmových festivalů, její filmy byly zakoupeny společnostmi Netflix či Apple TV a dalšími. Byla členkou porot filmových festivalů. V roce 2023 připravuje čtvrtý celovečerní film, knižní adaptaci hořké komedie Tango pro 3.
Má dvě děti, jejím partnerem režisér a kameraman Michal Baumbruck. Žije v Praze. 

## Tvorba
V roce 1991 pro přijímačky na FAMU natočila krátký film Falešné dvojče. Vznikl ve spolupráci s malířem Mirkem Kaufmanem. Film byl v vybrán do soutěže Trilobit.
V letech 1991–2000 točila hudební klipy a reklamní spoty. V roce 1996 natočila experimentální krátký film Poslední host podle knižní předlohy Vladimira Nabokova. Film byl vybrán do soutěže Filmového festivalu v Karlových Varech sekce Fórum nezávislých.
Při psaní scénářů pro ČT se spojila se scenáristkou Hanou Cielovou a spolu dramatizovaly povídku W. Saroyana.  V roce 2005 uvedlo Studio Dva její hru Den jako stvořený pro lásku, ve které hráli Kryštof Hádek s Janou Krausovou.
V roce 2006 začala připravovat podle scénáře, na kterém spolupracoval (ještě jako student) scenárista a režisér Ondřej Provazník, film Podezření, kvůli kterému tehdy z USA přicestoval herec Jan Tříska. Film byl připravován ve spolupráci s ČT a Polskou televizí, ale pro nedostatek financí byl projekt samotnou režisérkou a producentkou zastaven a zatím na svůj okamžik čeká.
Historie režisérčiny rodiny se stala v roce 2009 předlohou jejího scénáře pro film Stínu neutečeš, temného příběhu, který zasahuje do minulosti a dotkl se i tématu Volyňských Čechů, kteří již od carského Ruska osidlovali oblasti na Ukrajině, odkud pochází i část její rodiny. Předobrazem pro hereckou legendu Jaroslavu Adamovou se stala režisérčina babička a jejího dědu, ukrajinského Poláka si zahrál ikonický Pavel Landovský. Film se dotkl tématu války, hladomoru, aktivit ukrajinské osvobozenecké armády (UPA) a osidlování německého pohraničí po II.světové válce. Rodinná historie se stala součástí filmové fikce, rodinného tajemství, které se filmová vnučka hlavních postav, herečka Helena Dvořáková, snaží odhalit. Historická podobnost s pohraničím Indie a Pákistánu vedla programového ředitele indického festivalu k výběru filmu pro uvedení na MFF Calcutta, Indie International Forum New Cinema. Na scénáři spolupracovala se spisovatelkou a scenáristkou Danielou Fischerovou. Spolu se také podílely na námětu detektivního televizního seriálu To nejlepší nás teprve čeká, za který získala Daniela Fischerová Filmovou cenu/innogy za scénář. Hlavní roli měl hrát Josef Abrhám, k realizaci nedošlo a vznikla kniha detektivních příběhů Sváteční vraždy, které stále chce Lenka Kny realizovat.
Po těžkém dramatu režisérka v roce 2013 natočila pozitivní vánoční rodinný příběh, který v sobě ale opět nese autorčino oblíbené téma rodinného tajemství zasahujícího do minulosti. Pražské Jezulátko, které se podle polozapomenuté historky za války ztratilo a poté se zázračně vrátilo, se stalo hlavní postavou a zdrojem zápletky filmu Přijde letos Ježíšek? Další postavy ztvárnili Josef Abrhám a Libuše Šafránková, s mexickými kolegyněmi Dolorés Heredia a Aislinn Derbéz. Pražské Jezulátko (Niño Jesús de Praga) je pro Latinskou Ameriku a španělsky mluvící země největším symbolem konání dobra a zázraků a i z tohoto důvodu se režisérčina produkční společnost BLUETIME spojila s mexickým koproducentem Edher Campos, společnosti Machete Produciones. Premieru měl film i v Mexico City v roce 2014, kde se film rok předtím i částečně natáčel. Dalšími koproducenty byl slovenský Trigon Patrika Pašše a česká Synergia Aleše Hudského.
Režisérka obdržela už v roce 2007 cenu Filmové nadace za scénář Nemesis (adaptace knihy Ladislava Klímy Slavná Nemesis), ale na realizaci tak náročného filmu je potřeba zajištění vysokého výrobního rozpočtu, které není snadné bez zahraničních koprodukcí dát dohromady, proto se rozhodla realizovat jiný projekt. V pozitivní notě v roce 2019 natočila film Ženská na vrcholu, v prostředí zasněžených Tater. Sama říká, že má sníh a zimu ráda, proto se do natáčení v extrémních horských podmínkách se svými kolegy, podpůrným rodinným týmem a svým partnerem Michalem Baumbruckem, coby kameramanem, pustila. Koproducentem byla společnost ART4. Hlavním partnerem, bez kterého by film nevznikl, byla společnost TMR a InVestito Igora Rattaje.
V roce 2023 začaly přípravy jejího čtvrtého celovečerního filmu, o kterém začala uvažovat již v roce 2015, kdy se rozhodla adaptovat knihu polské autorky Joanny Fabické, pod pracovním názvem Tango pro 3.

## Celovečerní filmy
- 2019 Ženská na vrcholu
- 2013 Přijde letos Ježíšek?[3]
- 2009 Stínu neutečeš

## Krátké filmy
- 1996 Poslední host
- 1992 Falešné dvojče

## Divadelní hry
- 2005 Den jako stvořený pro lásku

## Ocenění
- 2007 Cena Filmové nadace Innogy – za scénář, adaptace L.Klíma Slavná Nemesis[4]
- 2011 Cena Filmové nadace Innogy – dle společného námětu Lenky Kny a Daniely Fischerové, na TV seriál  To nejlepší nás ještě čeká získala Cenu spisovatelka Daniela Fischerová.[5]